# Мау, Владимир Александрович
Влади́мир Алекса́ндрович Ма́у (род. 29 декабря 1959, Москва) — Заслуженный экономист Российской Федерации (2000), действительный государственный советник Российской Федерации 1 класса (2001). Доктор экономических наук, профессор. Доктор философии по прикладной экономике.
Начинал свою карьеру в Институте экономики АН СССР у Л. И. Абалкина. В возрасте тридцати лет, будучи молодым учёным, вошел в команду одного из основных руководителей и идеологов экономических реформ в России начала 1990-х Егора Гайдара.
Участвовал в разработке социально-экономической политики и реформ, начиная с 1990-х годов, включая стратегию социально-экономического развития России до 2010 года, «Стратегию-2020», а также в работе различных консультативных и экспертных органов при администрации Президента РФ, Правительстве Российской Федерации и федеральных органов исполнительной власти.
Автор множества научных работ и монографий по экономике, затрагивающих вопросы экономической теории и экономической политики, истории экономической мысли и народного хозяйства, конституционной экономики и др.
С 14 мая 2002 года — ректор Академии народного хозяйства при Правительстве России, с 23 сентября 2010 года — ректор Российской академии народного хозяйства и государственной службы (РАНХиГС) при Президенте России. 23 января 2023 года освобожден от должности ректора РАНХиГС по собственному желанию в связи с состоянием здоровья.
В июне 2022 года стал фигурантом «Дела Раковой», однако полностью реабилитирован в октябре 2022 года.

## Биография
Родился в еврейской семье 29 декабря 1959 года в Москве.

### Образование
В 1981 году окончил Московский институт народного хозяйства имени Г. В. Плеханова по экономической специальности «Планирование народного хозяйства». В 1986 году защитил кандидатскую диссертацию на тему «Развитие теории планомерности социалистической экономики: конец 1930-х — начало 1960-х годов» в аспирантуре Института экономики АН СССР, где одновременно работал научным сотрудником.
В 1994 году защитил докторскую диссертацию о теоретических и идеологических основах экономической политики России в первой четверти XX века. В 1996 году получил звание профессора, в 1999 году получил степень доктора философии в гренобльском Университете имени Пьера Мендеса-Франса по специальности «Прикладная экономика» (фр. Science économique appliquée).

### Карьера
В 1981—1991 годах — научный сотрудник и стажёр-исследователь в Институте экономики АН СССР. В этот период Мау познакомился с экономистом Алексеем Кудриным, министром финансов РФ Михаилом Задорновым, экономистом Александром Починком, а также Егором Гайдаром, формировавшим вокруг себя команду либерально настроенных реформаторов.
В 1990—1992 годах — заведующий лабораторией Института экономической политики Академии народного хозяйства при Совете Министров СССР, возглавляемого Гайдаром. В 1991 году организацию переименовали в Институт экономических проблем переходного периода, где Мау до 1997 года занимал должность заместителя директора. Он активно участвовал в разработке и реализации экономических реформ в России. В частности, в марте 1992 года Мау стал помощником получившего должность первого заместителя председателя правительства Гайдара, который с июня по декабрь того же года исполнял обязанности премьер-министра. Команда Гайдара провела ряд преобразований в экономике и системе государственного управления, заложивших основы развития в России рыночной демократии. В последующие годы Мау отразил опыт в научных работах и исследованиях, неоднократно выступал в СМИ на эту тему. Оставался советником Гайдара, даже когда тот после отставки возглавил в Государственной думе фракцию «Выбор России». Состоял в партии «Демократический выбор России».
С 8 сентября 1997 по 16 мая 2002 года — руководитель Рабочего центра экономических реформ при российском правительстве. Центр был создан в 1991 году для разработки экономических преобразований, готовил для Правительства РФ анализ социально-экономических процессов, отчёты о текущей экономической ситуации и её тенденциях. В 1999 году РЦЭР стал одни из учредителей Центра стратегических разработок (ЦСР), а Мау стал членом совета ЦСР. Здесь под руководством Германа Грефа была подготовлена Стратегия социально-экономического развития России до 2010 года.
14 мая 2002 года утверждён распоряжением правительства на пять лет на должность ректора Академии народного хозяйства при Правительстве РФ после избрания на конференции учебного заведения. Позднее Мау был переназначен, а когда в 2010 году институт объединили с Российской академией государственной службы при президенте и двенадцатью региональными академиями госслужбы, получил должность ректора нового учебного заведения — Российской академии народного хозяйства и государственной службы при Президенте России (РАНХиГС). В декабре 2015 года, а затем в мае 2020 года Мау был переназначен на эту должность. За время руководства университетом он участвовал в реализации стратегии научно-технологического развития регионов России, цифровой трансформации федеральных органов исполнительной власти и других государственных проектах. В 2008 году Мау стал одним из попечителей и организаторов Стэнфордского российско-американского форума, первое мероприятие которого прошло на базе Академии народного хозяйства. Через два года он выступил одним из инициаторов бизнес-инкубатора РАНХиГС, который в 2010 году возглавил Алексей Комиссаров. В 2021 году под руководством Мау был создан «Центр междисциплинарных исследований человеческого потенциала».
Мау также продолжал работать как экономист, консультант и общественный деятель. С 2008 по 2019 год Мау являлся членом наблюдательного совета финансового конгломерата «Сбербанк», был избран главой комитета «Сбербанка» по аудиту. С 2010 по 2022 год был независимым членом Совета директоров «Газпрома». Кроме того, в разные годы входил в советы директоров «Академии „Просвещение“» и компании «Северсталь», в правление Фонда экономической политики, руководил советом «Центра стратегических разработок» и ряда других организаций.
С 2010 года Мау является модератором научных дискуссий Гайдаровского форума, где неоднократно выступал в качестве эксперта, например, вёл обсуждение политических и экономических трендов с бывшим президентом Франции Николя Саркози. В 2013 году он занимал пост одного из руководителей «Института экономической политики имени Егора Гайдара», а в последующие пять лет — попечителем Фонда наследия Егора Гайдара.

### Научная и просветительская деятельность
На протяжении своей карьеры Мау продолжает научную, просветительскую и консультативную деятельность. Сфера его интересов включает экономическую теорию, историю экономической мысли и народного хозяйства, политэкономию, экономическое реформирование, коституционную экономику. Мау регулярно выступал с докладами об экономической сфере и развитии системы высшего образования на заседаниях Общественного совета Министерства науки и высшего образования, Петербургском экономическом и Сочинском инвестиционном форумах, на заседаниях в Российском агентстве международной информации. В разные годы высказывался за отмену НДФЛ для граждан с низкими доходами, а также выступал против приватизации федерального имущества.
В качестве эксперта по инновационному развитию экономической и образовательной сфер Мау участвовал в научных форумах, высказывал предложения по экономическому развитию регионов Российской Федерации в том числе Калининградской области, неоднократно выступал перед студентами, участвовал в проведении научно-исследовательских конкурсов и пресс-конференций по вопросам образования.

### Членство в консультативных и научных советах
- С 31 июля 2003 года — член Правительственной комиссии по проведению административной реформы 2003—2004 годов[37] (переназначен 21 мая 2004 года[38] и 25 августа 2008 года[39]). Структура обеспечивала эффективное взаимодействие органов исполнительной власти и ограничивала избыточное государственное регулирование[40].
- С 30 апреля 2004 по 2006 год — член Правительственной комиссии по повышению результативности бюджетных расходов[41].
- С 20 октября 2005 года — член Совета при Президенте Российской Федерации по науке, технологиям и образованию[42] (переназначен — 26 декабря 2006 года[43] и 16 сентября 2008 года[44]). С 26 декабря 2006 года — член президиума Совета[45] (переназначен — 16 сентября 2008 года[46]).
- С 2005 года — член Научного Совета Российской академии наук по проблемам российской и мировой экономической истории[47][48][49].
- С 4 декабря 2007 года — член Правительственной комиссии по оценке результатов деятельности федеральных и региональных органов исполнительной власти[50] (переназначен — 12 июня 2008 года[51]).
- С 25 августа 2008 года — член Комиссии при Президенте России по формированию и подготовке резерва управленческих кадров[52]. Например, в рамках сотрудничества Владимир Мау и губернатор Московской области Сергей Шойгу подготовили проект «Команда Подмосковья», призванный привлечь управленцев из бизнеса к работе в муниципальных образованиях[53]
- С июня 2008 года — член Экспертного совета по законодательному обеспечению образования при Комитете Совета Федераций по образованию и науке, основными целями которого являлся анализ и совершенствование образовательной системы страны[54].
- По состоянию на 2008 год — член Научного совета по проблемам комплексного развития промышленных предприятий, Отделение общественных наук РАН[48].
- С 11 января 2010 года — член правительственной комиссии по экономическому развитию и интеграции[55], председатель Экспертного совета. В этом статусе Мау участвовал в обсуждении устройства Единого экономического пространства в 2010-м[56] и экономических программ Минэкономразвития России в 2017-м[57][58], а также в заседаниях Общественного совета при федеральном органе[59].
- С 29 октября 2010 года — член Комиссии при Президенте Российской Федерации по вопросам реформирования и развития государственной службы[60].
- На протяжении многих лет— член научного комитета Российского совета по международным делам[61], для которого Мау составлял аналитические прогнозы и давал комментарии о социально-экономической сфере[62].
- В 2012—2018 годах — член Правительственной комиссии по координации деятельности открытого правительства (упразднена)[63][64].
- С 2013 года — член правления «Фонда развития социально-экономических наук и образования»[22].
- С 2019 года — член Национального совета при Президенте Российской Федерации по профессиональным квалификациям[65].
- С 30 мая 2019 года — заместитель председателя Высшей аттестационной комиссии Минобрнауки России[66].
- С ноября 2019 года — член президиума Российского профессорского собрания, занимающегося обсуждением профессиональных стандартов, национальных проектов и процедур аккредитации высших учебных заведений[67].
- С мая 2020 года — член обновлённого состава Аналитического центра при Правительстве Российской Федерации, который подготавливает рекомендации по разработке и проведению социально-экономических программ, осуществляет мониторинг инвестиционной производственной и торговой конъюнктуры России[68][69].

В январе 2011 года Мау совместно с ректором Высшей школы экономики Ярославом Кузьминовым направил обращение к Президенту России с предложением разработать новую концепцию развития России до 2020 года. Концепция была поддержана Председателем Правительства РФ Владимиром Путиным.
В разные годы Мау являлся председателем общественных советов при Минэкономразвития России, Федеральной службе по труду и занятости, Федеральной налоговой службе. В качестве эксперта поддержал предложение Владимира Путина о повышении пенсионного возраста.

### Классный чин и учёная степень
- Доктор экономических наук (1994 год), профессор (1996 год)
- PhD (Science économique appliquée, 1999 год)
- Действительный государственный советник Российской Федерации I класса (2001 год).

### Преподавательская и редакторская деятельность
Преподавал на экономическом факультете МГУ им. Ломоносова с 1983 по 1986 год. С 1997 по 2006 годы читал лекции в московском центре Стэнфордского университета. На протяжении 1990—2000-х годов вел авторские колонки в различных изданиях. В 2013 году являлся членом попечительского совета Московской школы управления «Сколково».

### Уголовное дело
28 июня 2022 года в квартире Мау прошёл обыск, а уже 30 июня он был задержан как обвиняемый по «делу Раковой», фигурантом которого является, например, ректор «Шанинки» Сергей Зуев. В тот же день по ходатайству следствия Тверской суд Москвы отправил Мау под домашний арест до 7 августа. Сам Мау назвал предъявленные обвинения абсурдными.
Как выяснилось из материалов заседания от 30 июня, показания на Мау дали Марина Ракова и её помощник Евгений Зак. Мау предъявили обвинение по статье 159 ч. 4 УК РФ — «мошенничество, совершённое организованной группой или в особо крупном размере» за предположительное «хищение денежных средств РАНХиГС» на сумму в 21 млн рублей, совершённое в 2017—2018 годах. Максимальным наказанием по этой статье является тюремное заключение на срок в 10 лет.
2 августа Мау изменили меру пресечения с домашнего ареста на подписку о невыезде.3 августа 2022 года суд смягчил меру пресечения и освободил Мау от домашнего ареста, заменив его подпиской о невыезде, а 10 августа Мау вернулся к работе на посту ректора РАНХиГС. 22 августа было объявлено о завершении следственных действий по делу, Мау остался единственным фигурантом, не признавшим вину. 14 октября 2022 года с Мау сняли все обвинения и прекратили дело «в связи с его непричастностью к преступлению». Владимир Мау получил право на реабилитацию и денежную компенсацию за неправомерное преследование . Этим предложением он не воспользовался.
7 июля 2022 года на период отсутствия Мау проректор Максим Назаров был назначен ВРИО ректора РАНХиГС.

### Отставка
2 ноября 2022 года, по данным российских СМИ, Мау уехал из России в Израиль в плановый, согласованный с правительством отпуск, однако к концу января 2023 года в Россию не вернулся.
23 января 2023 года распоряжением Михаила Мишустина Мау был уволен с должности ректора РАНХиГС, как сообщается, «по собственному желанию, в связи с состоянием здоровья».

## Санкции
6 марта 2022 года после вторжения России на Украину подписал коллективное письмо в поддержу российской агрессии Российского союза ректоров. Изначально Мау письмо не подписал, вместо него в списке подписантов значился проректор РАНХиГС Максим Назаров, однако позднее, после того как СМИ обратились в пресс-службу академии, под обращением появилась подпись Мау.
С 9 июня 2022 года находится под персональными санкциями Украины за поддержку войны. Также был внесён ФБК в список коррупционеров и разжигателей войны за поддержку нападения на Украину, 16 марта 2022 года форумом свободной России внесён в «Список Путина» и доклад «поджигателей войны» с предложением введения против него международных санкций. 2 октября 2022 года внесён в санкционный список Канады «соратников режима» за «роль в содействии или поддержке неспровоцированного и неоправданного вторжения России в Украину».

## Научные труды
Автор более 30 книг и около 800 статей, изданных в научных журналах и газетах России, Великобритании, Франции, Германии и Италии. В основном работы освещают экономическую историю, развитие экономической мысли и экономической политики в России и СССР, включая период НЭПа, а также экономическое устройство СССР. Мау одним из первых российских экономистов представил исследования проблем конституционной экономики и политической экономии реформ.

## Личная жизнь

### Семья
Женат. Имеет сына и дочь. В 2018 году Антон Мау возглавил компанию оператора в сфере энергоэффективности «Телеком-8».

### Собственность
С 2012 года главы высших учебных заведений страны обязаны представлять декларацию о доходах. Это касалось и Владимира Мау как ректора РАНХиГС. Все данные о его недвижимости и доходах представлены на сайте «Декларатор» и на сайте РАНХиГС. По уровню доходов руководителей российских вузов Владимир Мау занимает 2 место (после ректора Санкт-Петербургского Горного университета Владимира Литвиненко).

## Награды

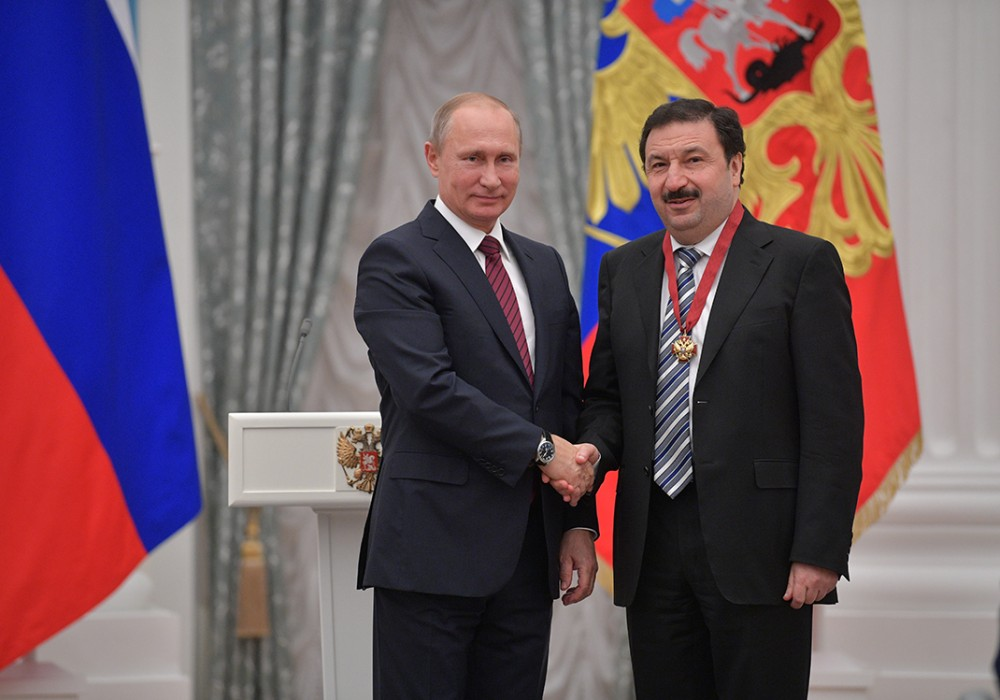
Награждение орденом «За заслуги перед Отечеством» III степени, 15 ноября 2017 года

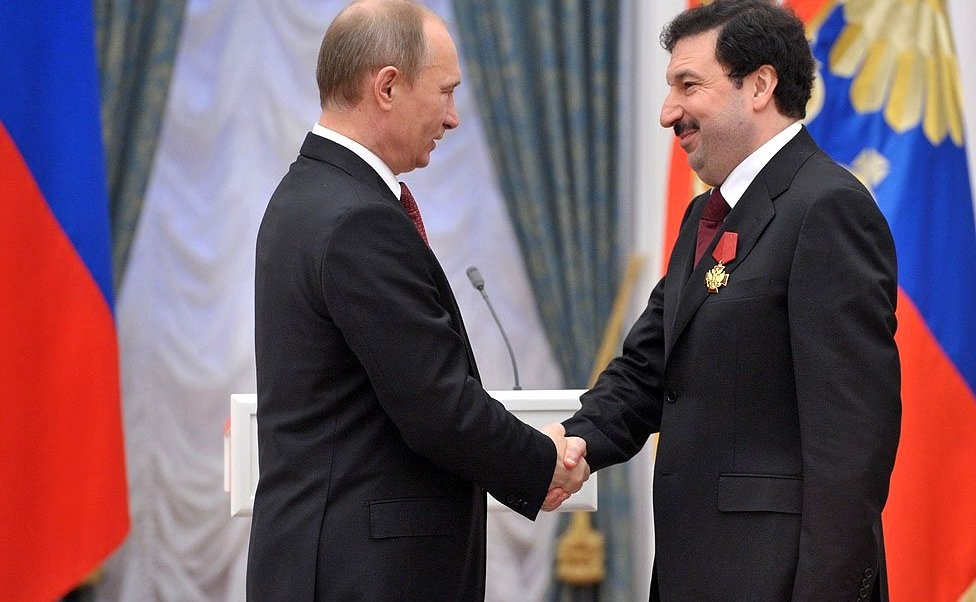
Награждение орденом «За заслуги перед Отечеством» IV степени. 26 декабря 2012 года

- Медаль «В память 850-летия Москвы» (1997 год)[104].
- Заслуженный экономист Российской Федерации (7 июня 2000 года) — за заслуги в области экономики и финансовой деятельности[105].
- Почётная грамота Правительства Российской Федерации (25 октября 2007 года) — за заслуги в содействии проведению социальной и экономической политики государства, плодотворную научную деятельность и подготовку высококвалифицированных управленческих и научных кадров[106].
- Международная Леонтьевская медаль (2008 года) — за достижения в экономических исследованиях, разработке путей реформирования экономики России и организации экономического образования[48].
- Благодарность Правительства Российской Федерации (29 декабря 2009 года) — за заслуги в развитии экономической науки и большой вклад в дело подготовки управленческих и научных кадров[107].
- Орден Почёта (8 марта 2009 года) — за достигнутые трудовые успехи и многолетнюю плодотворную работу[108].
- Орден «За заслуги перед Отечеством» IV степени (28 июля 2012 года) — за заслуги в разработке государственной социально-экономической политики и многолетнюю плодотворную научную деятельность[109].
- Орден «За заслуги перед Отечеством» III степени (27 июня 2017 года) — за заслуги в разработке государственной социально-экономической политики и многолетнюю плодотворную научную деятельность[110].
- Орден Александра Невского (27 декабря 2019 года) — за большой вклад в научно-педагогическую деятельность и подготовку высококвалифицированных специалистов[65][111].
- Медаль Петра Столыпина I степени (26 декабря 2019 года) — за большой личный вклад в подготовку кадров высшей квалификации и многолетнюю плодотворную научную деятельность[112].
- Благодарность Президента Российской Федерации (2018 год) — за большой вклад в работу по подготовке Стратегии развития Российской Федерации на 2018—2024 годы[113].
- Благодарность Министерства науки и высшего образования Российской Федерации (2021 год) — за значительный вклад в развитие сферы высшего образования и Российского профессорского собрания[114].